# Jean-Marie Le Roux
Pour les articles homonymes, voir Le Roux.
Jean-Marie Le Roux (1863-1949) est un mathématicien français.